# Christos Paputsis
Christos Paputsis, gr. Χρήστος Παπουτσής (ur. 11 kwietnia 1953 w Larisie) – grecki polityk i ekonomista, parlamentarzysta krajowy, deputowany do Parlamentu Europejskiego II, III i IV kadencji, minister, w latach 1995–1999 europejski komisarz ds. energii.

## Życiorys
Absolwent ekonomii na Uniwersytecie Narodowym im. Kapodistriasa w Atenach. W 1974 w okresie przemian politycznych dołączył do Panhelleńskiego Ruchu Socjalistycznego, w 1977 został członkiem komitetu centralnego PASOK-u. W latach 1978–1980 pełnił funkcję prezesa greckiego związku studentów EFEE, a do 1981 także zastępcy sekretarza organizacji młodzieżowej swojej partii. Od 1981 do 1984 był zatrudniony w administracji rządowej jako doradca ds. administracji publicznej.
W latach 1984–1995 sprawował mandat eurodeputowanego II, III i IV kadencji. Należał do frakcji socjalistycznej, pracował głównie w Komisji Budżetowej oraz Komisji ds. Kontroli Budżetu. Mandat europosła złożył w związku z objęciem stanowiska komisarza europejskiego. W Komisji Europejskiej, którą kierował Jacques Santer, od 1995 do 1999 odpowiadał za energię, małą i średnią przedsiębiorczość, turystykę oraz Euratom.
Powrócił następnie do polityki krajowej. Od 2000 do 2012 przez cztery kadencje był posłem do Parlamentu Hellenów z okręgu wyborczego Ateny A. Pełnił m.in. funkcję sekretarza frakcji parlamentarnej PASOK-u. W 2002 bez powodzenia ubiegał się o urząd burmistrza Aten. Od kwietnia 2000 do października 2001 sprawował urząd ministra ds. marynarki handlowej, od września 2010 do marca 2012 był natomiast ministrem ds. ochrony obywateli. W 2013 został greckim przedstawicielem w Banku Światowym.